# 西迪本努爾省
32°23′24″N 8°15′36″W / 32.3900°N 8.2600°W
西迪本努爾省（阿拉伯语：‎）是摩洛哥的省份，位於該國西北部，由卡薩布蘭卡-塞塔特大區負責管轄，首府設於西迪本努爾，面積3,007平方公里，2014年人口452,448，人口密度每平方公里150人。